# アルハフェリア宮殿

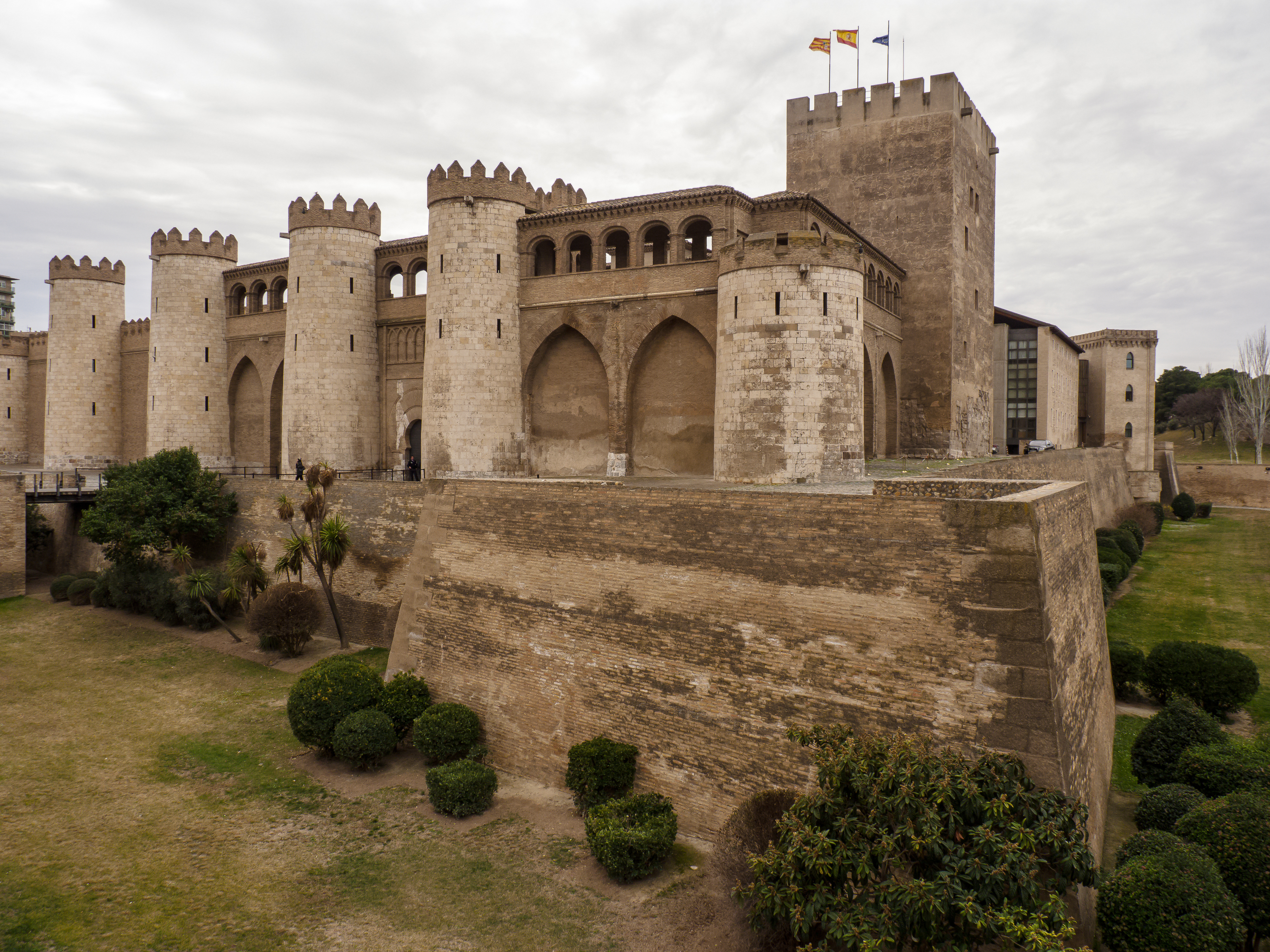
アルハフェリア宮殿

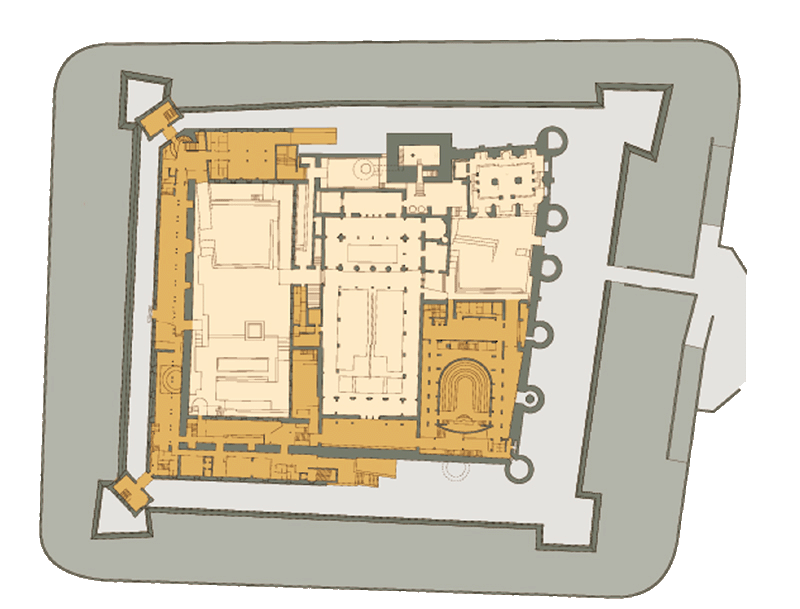
図面

アルハフェリア宮殿 (スペイン語: Palacio de la Aljafería; アラビア語: قصر الجعفرية, tr. Qasr al-Jaʿfariya)は、今日のスペイン王国アラゴン州サラゴサ（旧アンダルスのサラゴサ王国）にある11世紀後半に建てられた要塞化された中世イスラム宮殿である。土台になる部分は9世紀の終わり、最も古い建築部分はTroubadour Towerで10世紀後半の建築である。イスラム時代には、Qasr al-Surur（喜びの城）とも呼ばれた。

## 沿革
キンダ朝の en:Banu Tujibiが打破された後のen:Abu Jaffar Al-Muqtadir期の Banu Hud 朝の居城であった。レコンキスタ後は教会に改築されたが、14世紀から15世紀にかけてアラゴン王、カトリック両王の居城になった。現在アラゴン州の自治コミュニティのアラゴン州議会が入っている。
タイファ（分立する諸王）期におけるただ一つの巨大なスペインイスラーム建築の保存例として、他に存在しない重要な価値を持っている。そのため、ムラービト朝到来以前のタイファ期中期におけるタイファ美術の現存例として、後ウマイヤ朝（10世紀）のメスキータ（モスク）、そしてアルハンブラ宮殿を含め、3大ヒスパノ-ムスリム建築に含まれる。
1986年世界遺産『アラゴンのムデハル様式の建築物』の2001年登録拡張で、その一部として登録された。

## ギャラリー

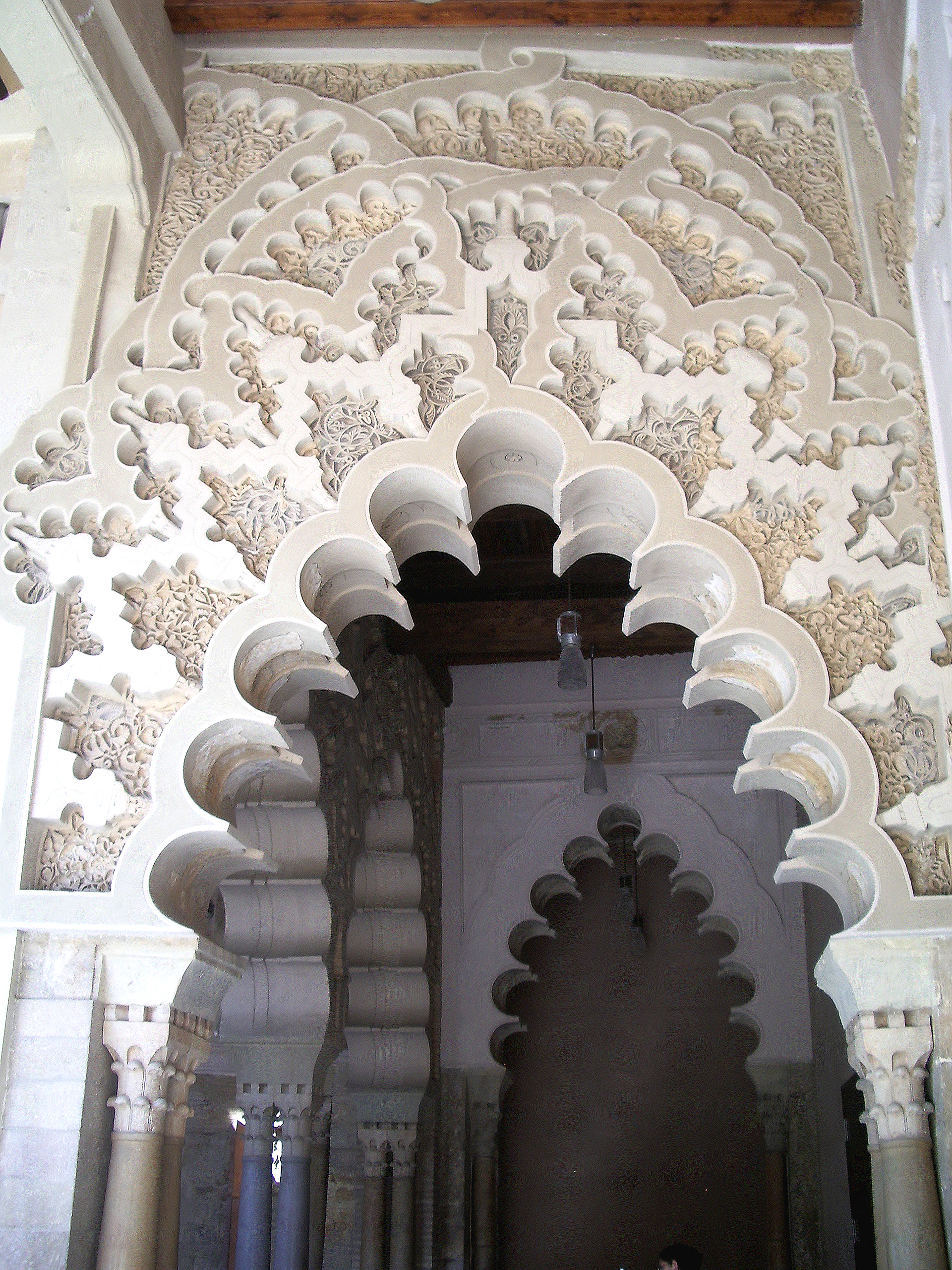
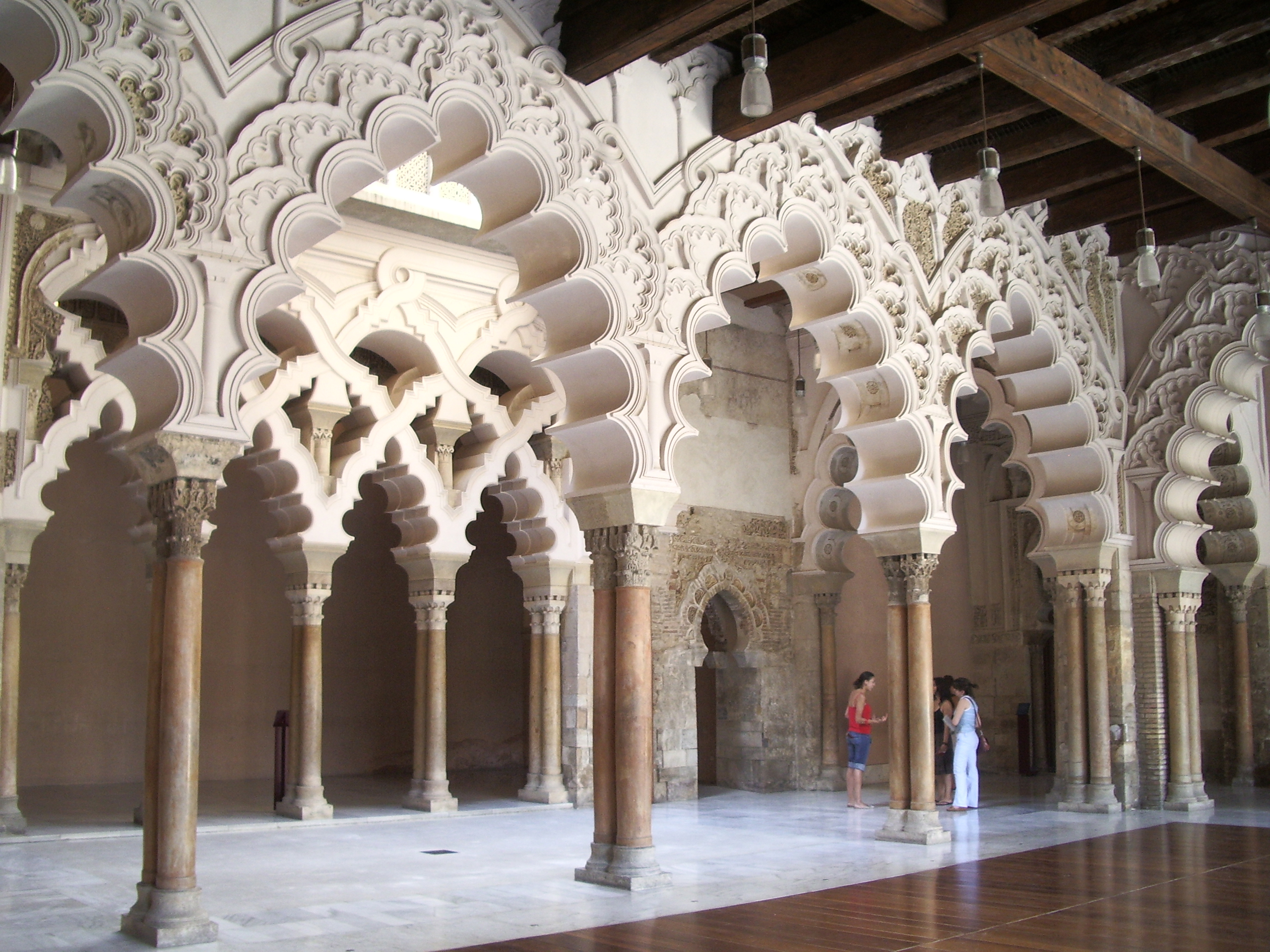
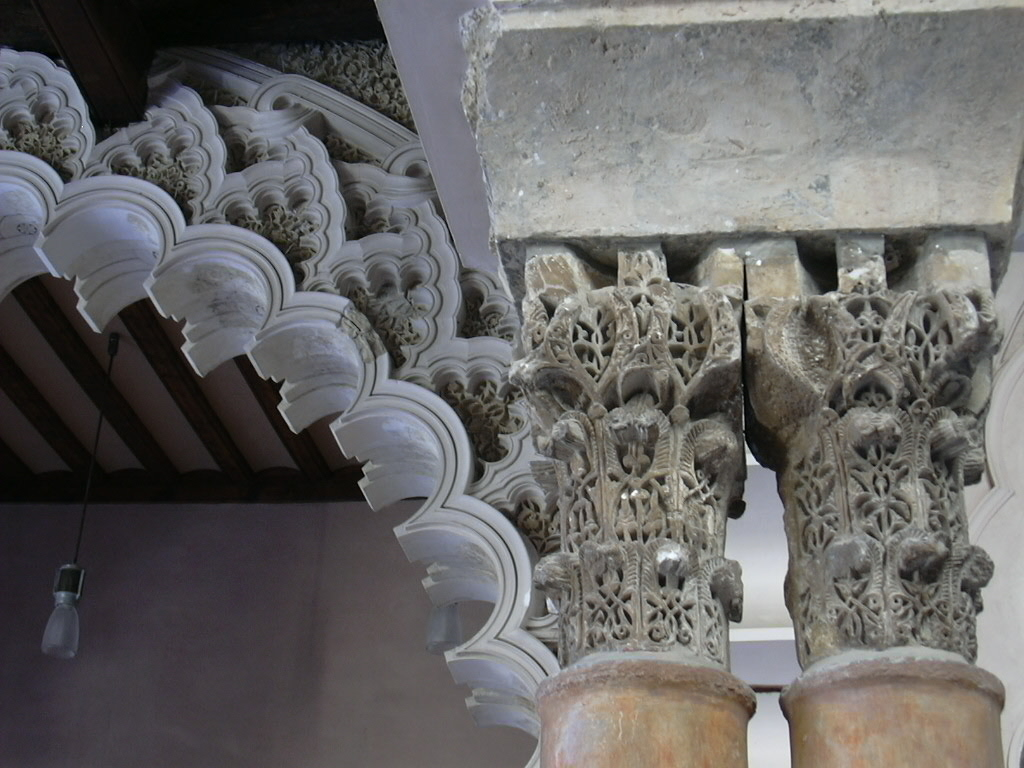
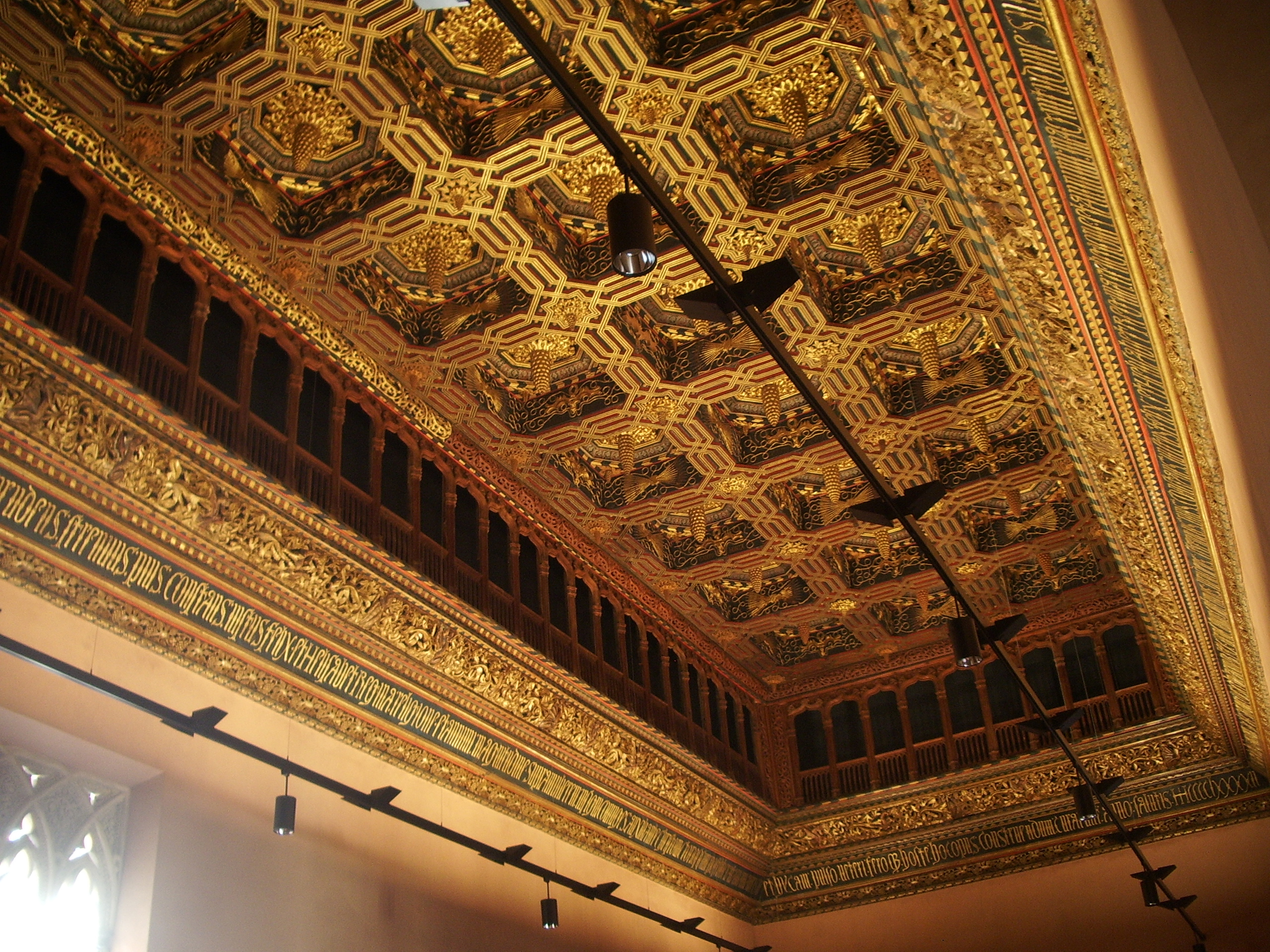
玉座の間の天井

## 参考書籍
- BORRÁS GUALIS, Gonzalo (1991). "La ciudad islámica". Guillermo Fatás (dir.) Guía histórico-artística de Zaragoza. Zaragoza City Council. pp. 71–100. 3rd ed. ISBN 978-84-86807-76-4
- BIEL IBÁÑEZ, María Pilar (2008). "Nuevas noticias sobre el palacio de la Aljafería". Guillermo Fatás (dir.) Guía histórico-artística de Zaragoza. Zaragoza City Council. pp. 711–727. 4th ed. ISBN 978-84-7820-948-4.
- CABAÑERO SUBIZA, Bernabé et al. (1998), La Aljafería. I. Zaragoza: Cortes de Aragón. 1998. ISBN 978-84-86794-97-2
- EXPÓSITO SEBASTIÁN et al. (2006). La Aljafería de Zaragoza. Zaragoza: Cortes de Aragón. 2006 (6ª ed.) ISBN 978-84-86794-13-2